# As Time Goes By (Alice Babs-album)
As Time Goes By är ett musikalbum från 2009 med Alice Babs. Dessutom medverkar Bengt Hallbergs trio, Arne Domnérus Big Band och Svend Asmussen.

## Inspelning
Inspelningarna har ursprungligen inte gjorts med avsikt att sammanställas till ett album, utan består av inspelningar gjorda i Malmö och Stockholm av Sveriges Radio, gjorda mellan 1960 och 1963, och privata inspelningar av Alice Babs make Nils Ivar Sjöblom, gjorda 1969.

## Utgåvor
Originalutgåvan på CD, Vax Records CD 1008, har följts av digital nedladdning. Själva utgivningen skedde i samband med Alice Babs 85-årsdag.

## Låtlista
1. Stormy Monday (Aaron Walker) – 3'28
2. I Didn't Know About You (Duke Ellington/Bob Russell) – 3'27
3. How Deep is the Ocean? (Irving Berlin) – 2'58
4. No Words Blues (Alice Babs/Bengt Hallberg) – 3'05
5. Can't We Be Friends (Kay Swift/Paul James) – 4'48
6. Cottage for Sale (Larry Conley/Willard Robison) – 2'42
7. Love is Here to Stay (George Gershwin/Ira Gershwin) – 4'03
8. The Lady's in Love with You (Burton Lane/Frank Loesser) – 2'19
9. Many Tears Ago (Winfield Scott) – 3'03
10. If I Could Be with You the Hour Tonight (Henry Creamer/James Johnson) – 2'09
11. If I Were Eve (John Lewis/Margo Guryan) – 2'55
12. More Understanding than a Man (John Lewis/Margo Guryan) – 3'42
13. Flamingo (Theodor Grouya/Edmund Anderson) – 2'49
14. As Time Goes By (Herman Hupfeld) – 3'45

## Medverkande
- Alice Babs – sång
- Arne Domnérus Big Band featuring Svend Asmussen (1, 11)
- Arne Domnérus Big Band (4, 8)
- Bengt Hallbergs trio (2–3, 5–7, 9–10, 12–13)
- Bengt Hallberg Quartet (14)

## Listplacering
| Lista (2009) | Topplacering |
| ------------ | ------------ |
| Sverige      | 42           |

### Fotnoter
1. ↑  Omslag "As Time Goes By", Vax Records CD 1008, Vax Records.
2. ↑  ”Svensk mediedatabas”. http://smdb.kb.se/catalog/id/002449320. Läst 26 maj 2013.
3. ↑  ”Svenska Dagbladet”. http://www.svd.se/kultur/musik/ett-lamt-grattis-till-alice-babs_2353483.svd. Läst 26 maj 2013.
4. ↑  ”Listplacering”. http://hitparad.se/showitem.asp?interpret=Alice+Babs&titel=As+Time+Goes+By&cat=a. Läst 26 maj 2013.